# Alfred Sisley

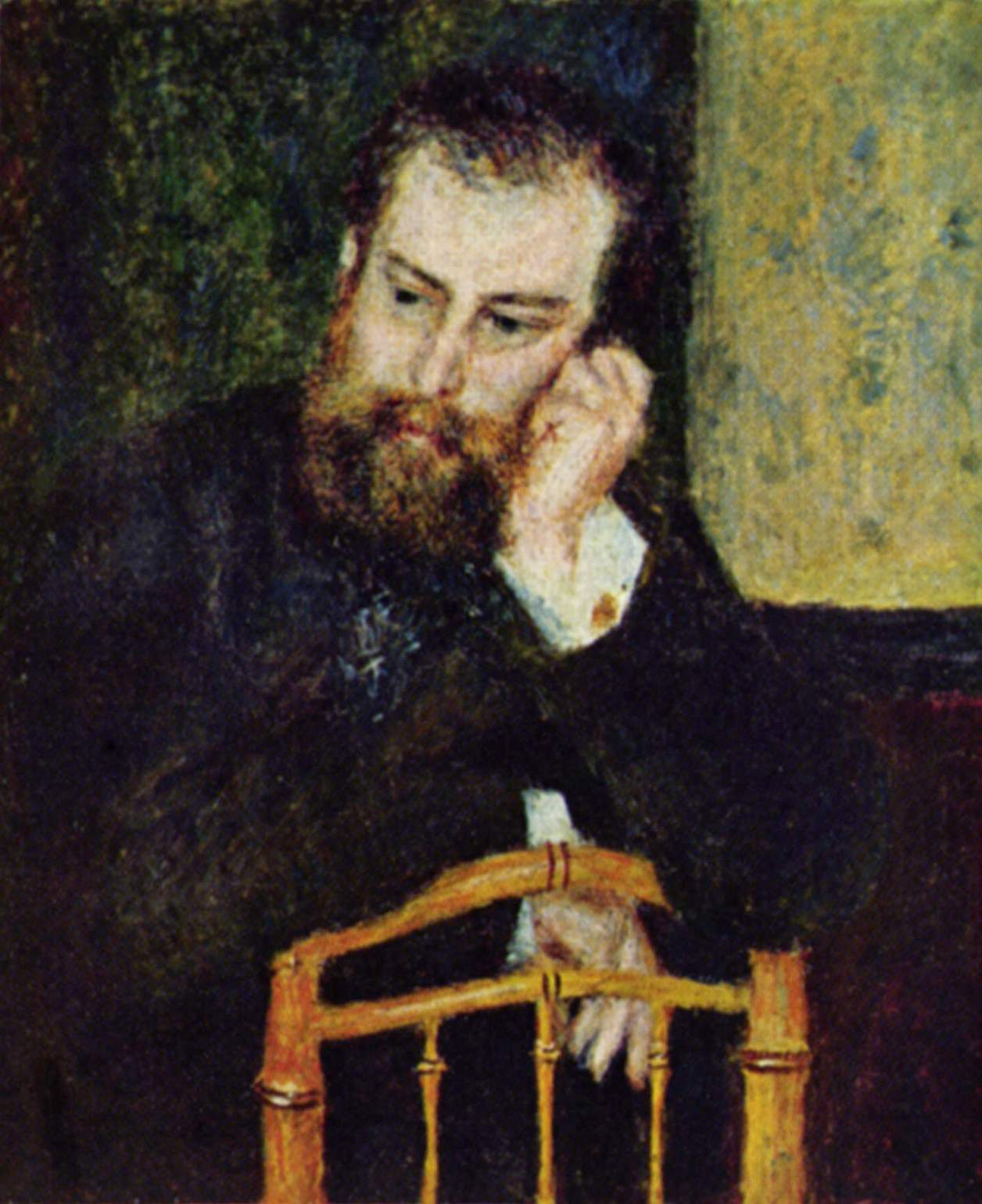
Auguste Renoir, Portret Alfreda Sisleya, 1874, Art Institute of Chicago

Alfred Sisley (ur. 30 października 1839 w Paryżu, zm. 29 stycznia 1899 w Moret-sur-Loing) – francuski malarz impresjonista pochodzenia brytyjskiego.

## Życiorys i twórczość
Pochodził z rodziny o tradycjach muzycznych, jego rodzice pragnęli by związał swoją przyszłość z handlem. Sisley wykazywał jednak już od wczesnej młodości talent plastyczny i dlatego w roku 1862 trafił do pracowni Marca-Charles'a-Gabriela Gleyre'a, szwajcarskiego malarza tworzącego w Paryżu, gdzie uczył się wraz z Auguste'em Renoirem i Claude'em Monetem.
Na swych obrazach Sisley przedstawiał najczęściej pejzaże okolic Paryża oraz podparyskie miasteczka. Do jego ulubionych miejsc, w których szukał inspiracji były podparyskie regiony Louveciennes i Marly-le-Roi. W jego impresjonistycznych dziełach można dostrzec wpływ artystów angielskich, pejzażysty Johna Constable'a i prekursora angielskiego impresjonizmu, Josepha Turnera.
Sisley, znany ze spokojnego i melancholicznego usposobienia, malował głównie pejzaże jesienne i zimowe, w odróżnieniu od Moneta, którego prace były przesycone letnią, pełną słońca atmosferą. Wśród jego prac znajdują się jednak także pejzaże wiosenne i letnie. Do końca życia zachował wierność założeniom impresjonizmu i nie próbował eksperymentów z innymi kierunkami w malarstwie. Artysta był mało znany za życia i zmarł w samotności, jego prace stały się popularne dopiero po jego śmierci. 

### Najważniejsze dzieła
- Kanał Saint-Martin – 1872, Musée d’Orsay, Paryż
- Mroźny dzień w Louveciennes – 1873, olej na płótnie 46 x 61 cm. Muzeum Sztuk Pięknych im. Puszkina w Moskwie
- Regaty w Molesey – 1874, Musée d’Orsay, Paryż
- Pod mostem w Hampton Court – 1874, Kunstmuseum Winterthur
- Sekwana w Port-Marly – 1875, Musée d’Orsay, Paryż
- Powódź w Port-Marly – 1872, Musée d’Orsay, Paryż
- Odpoczynek na brzegu potoku. Na skraju lasu – 1878, Musée d’Orsay, Paryż

### Galeria

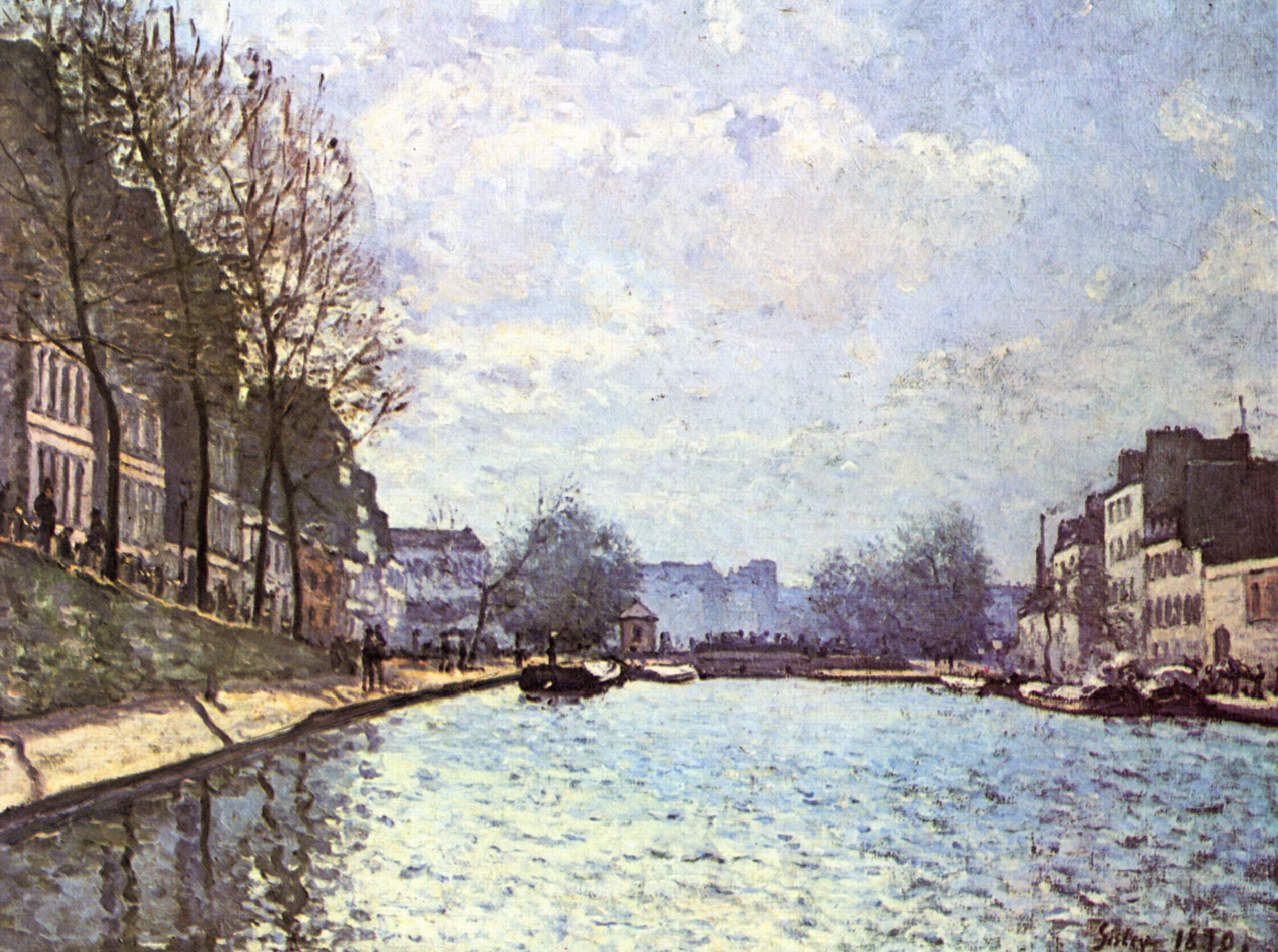
Kanał Saint-Martin, 1870, Muzeum d’Orsay, Paryż
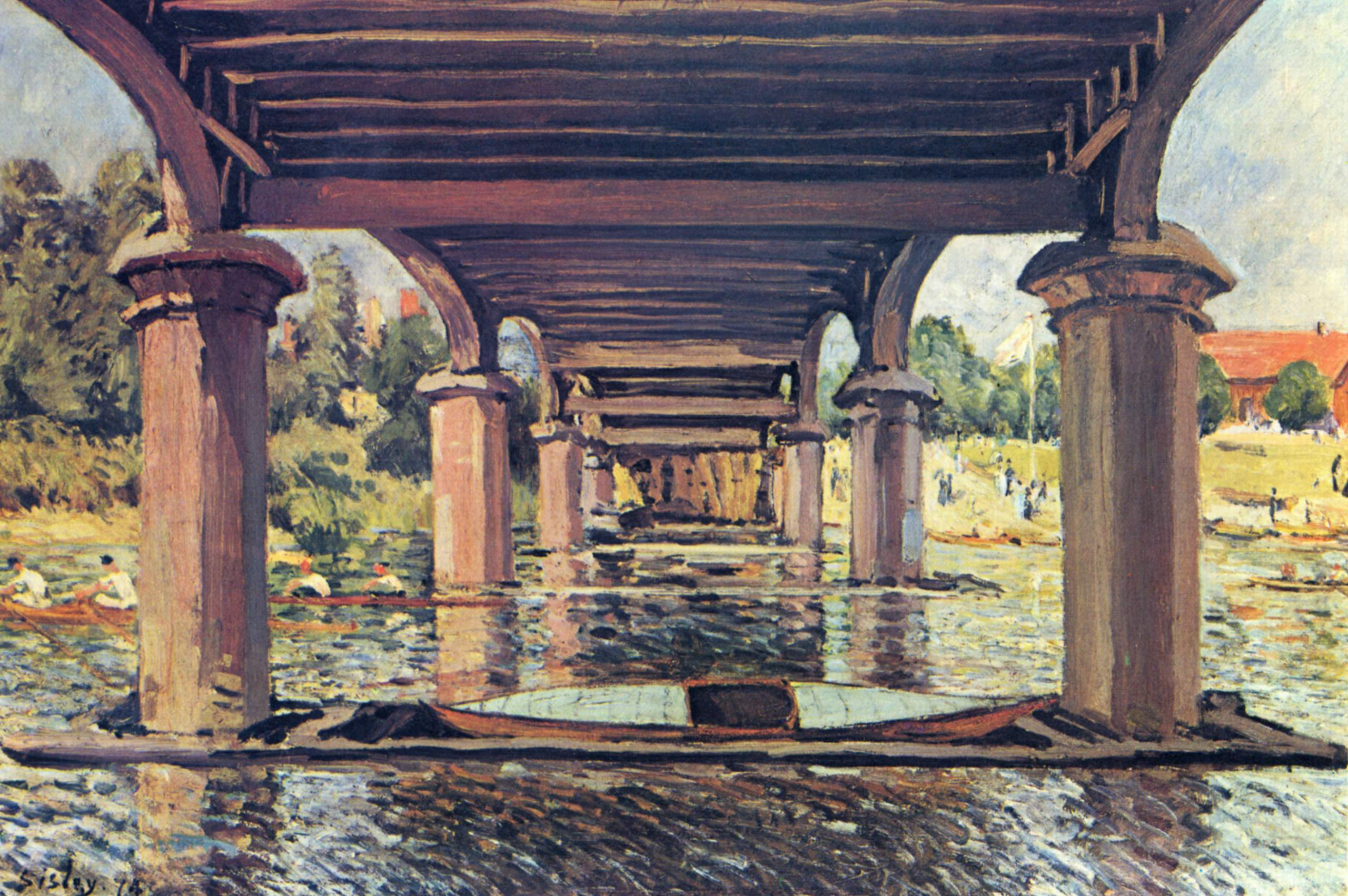
Pod mostem w Hampton Court, 1874, Kunstmuseum Winterthur
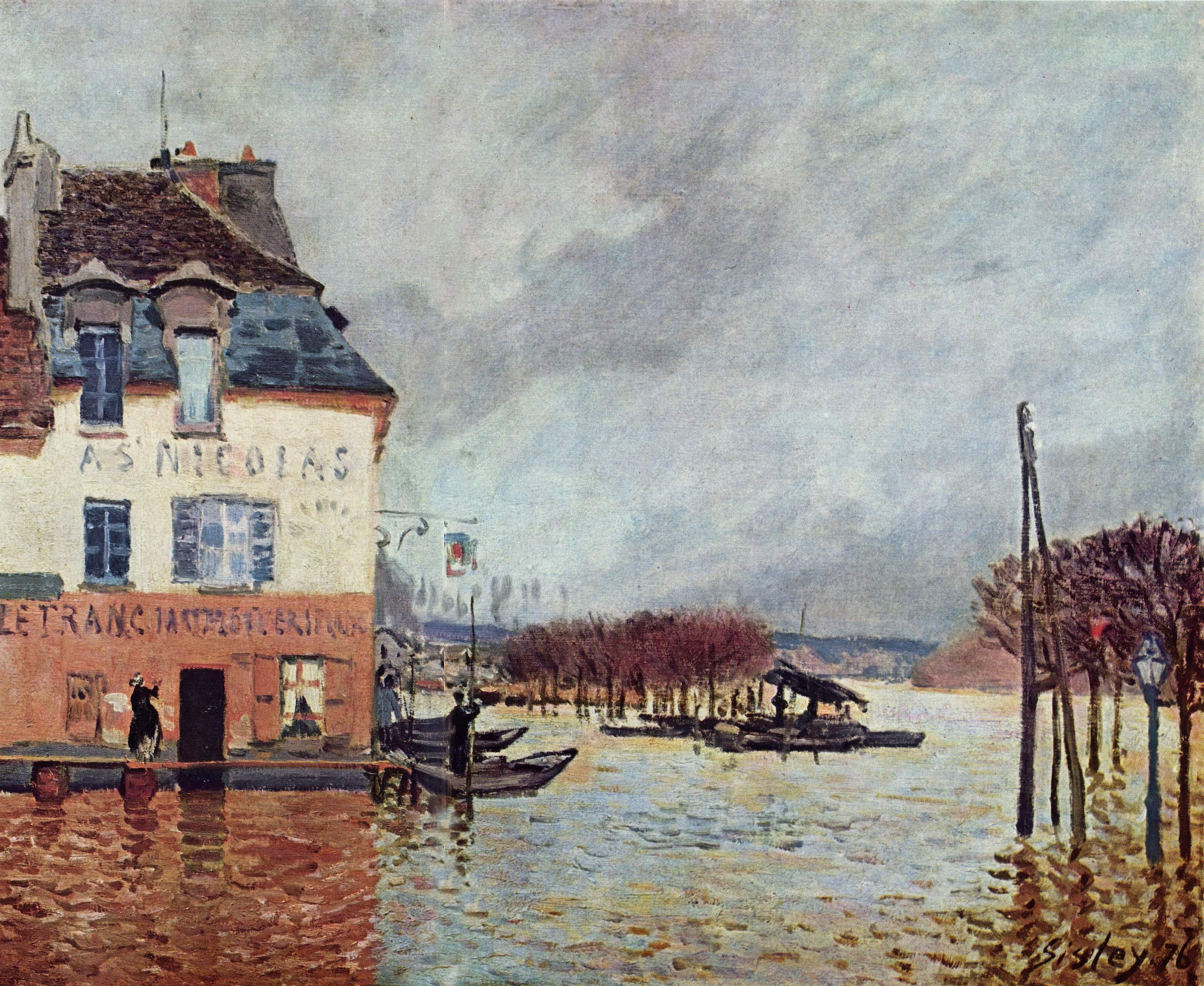
Powódź w Port-Marly, 1876, Muzeum d’Orsay, Paryż
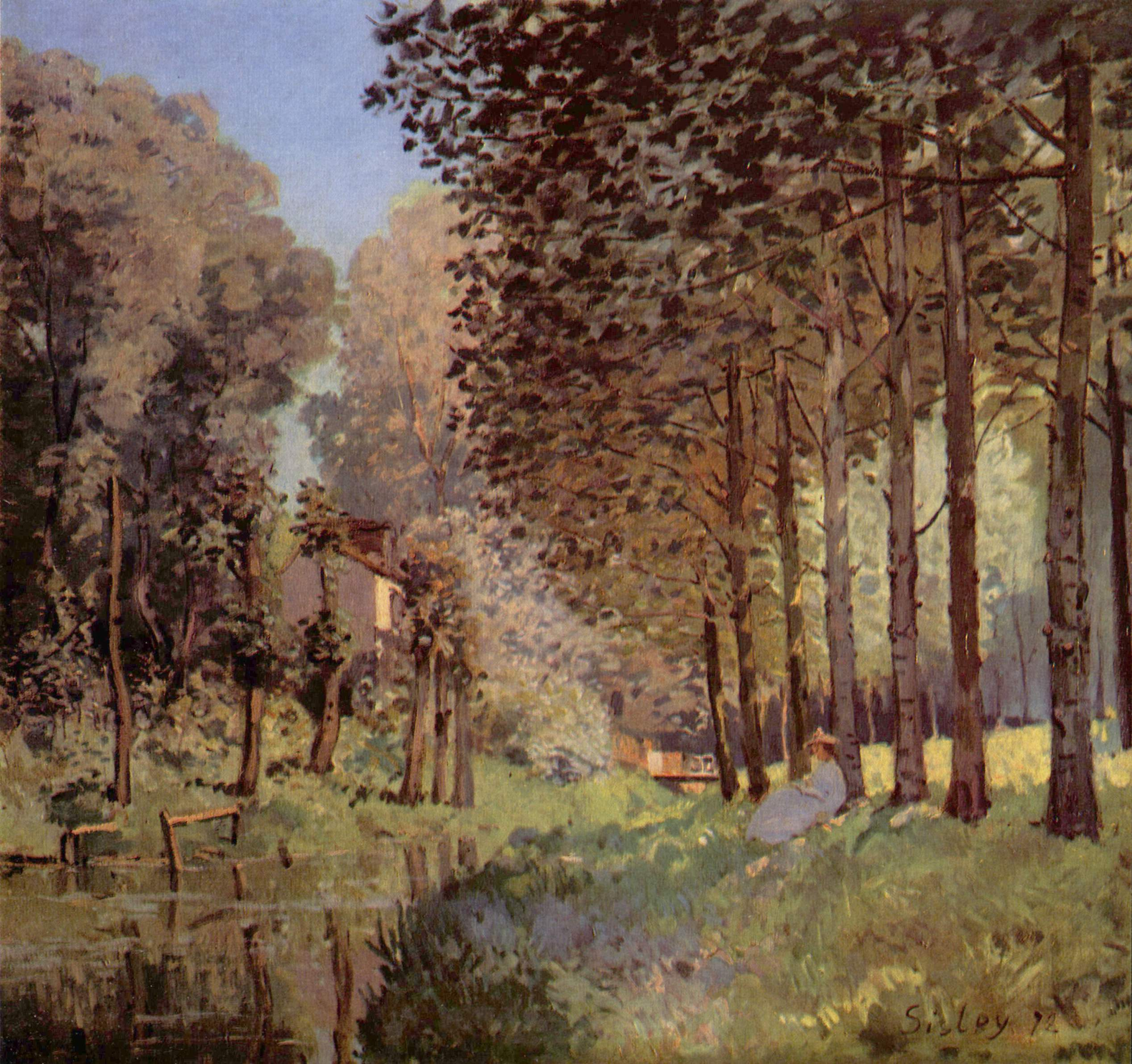
Odpoczynek na brzegu potoku. Na skraju lasu, 1878, Muzeum d’Orsay, Paryż
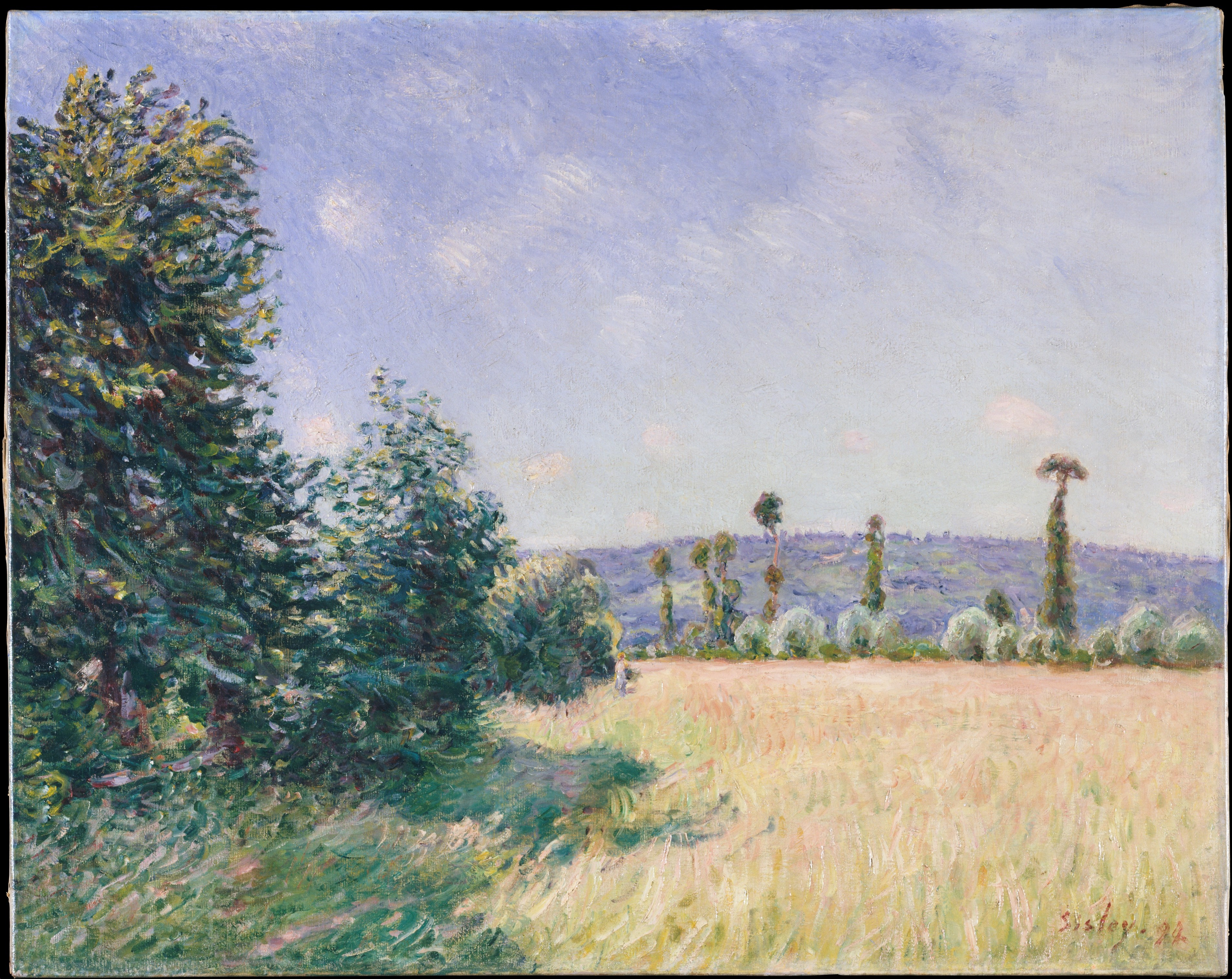
Sahurs Meadows w porannym słońcu, 1894, Metropolitan Museum of Art, Nowy Jork
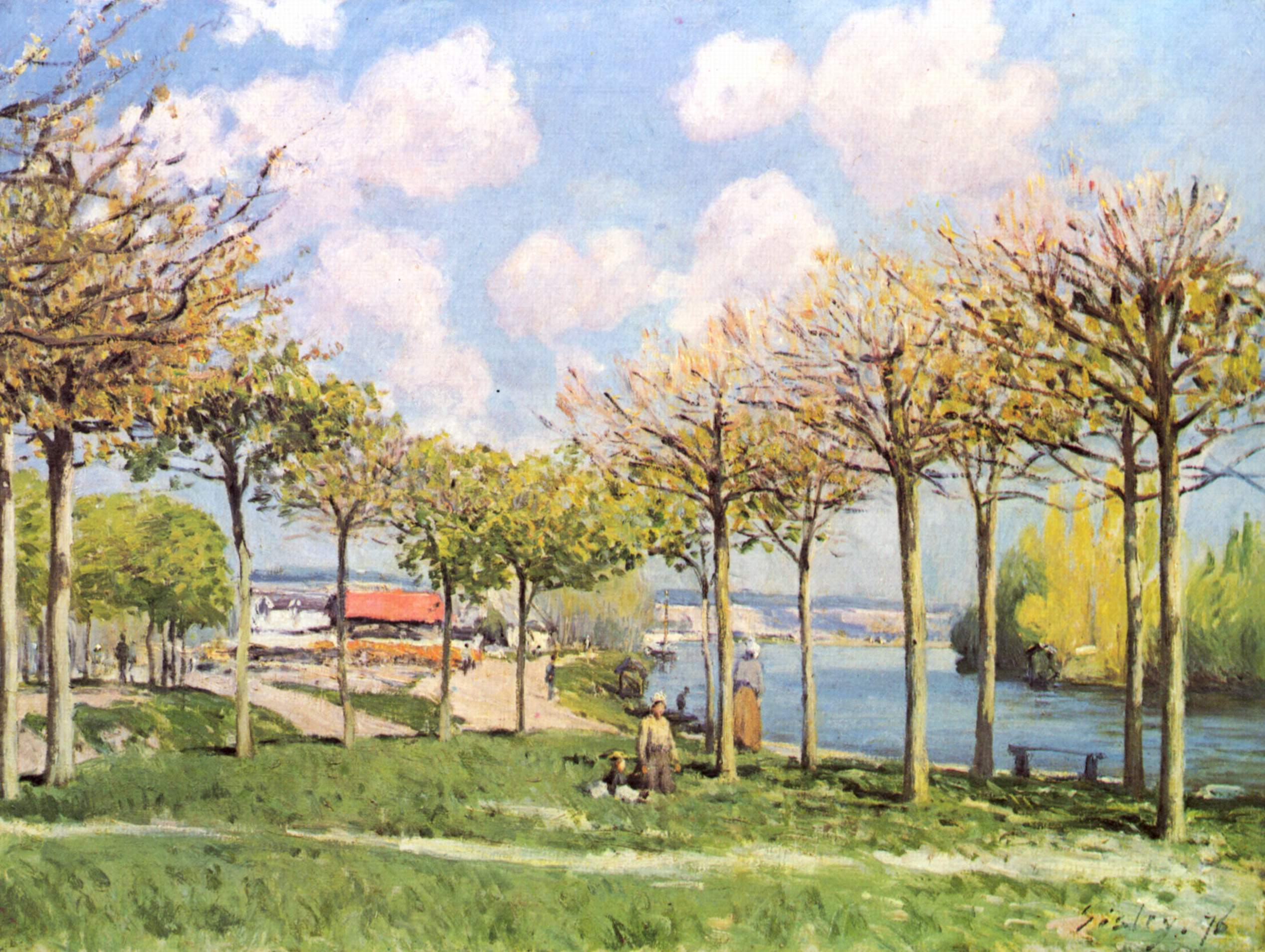
Sekwana w Bougival,1876, Metropolitan Museum of Art, Nowy Jork